# 巴塔克文
巴塔克文（當地稱為surat Batak、surat na sampulu sia（“十九個字母”）或si-sia-sia）是一種書寫系統，用於書寫印度尼西亚蘇門答臘的南島語系語言巴塔克语。該書寫系統可能源自卡维文以及帕拉瓦文。

## 結構
書寫方向基本上由左向右，再從上到下。但其實也可以先上到下，然後再向左或右。